# ویلشایر ۵۰۰۰

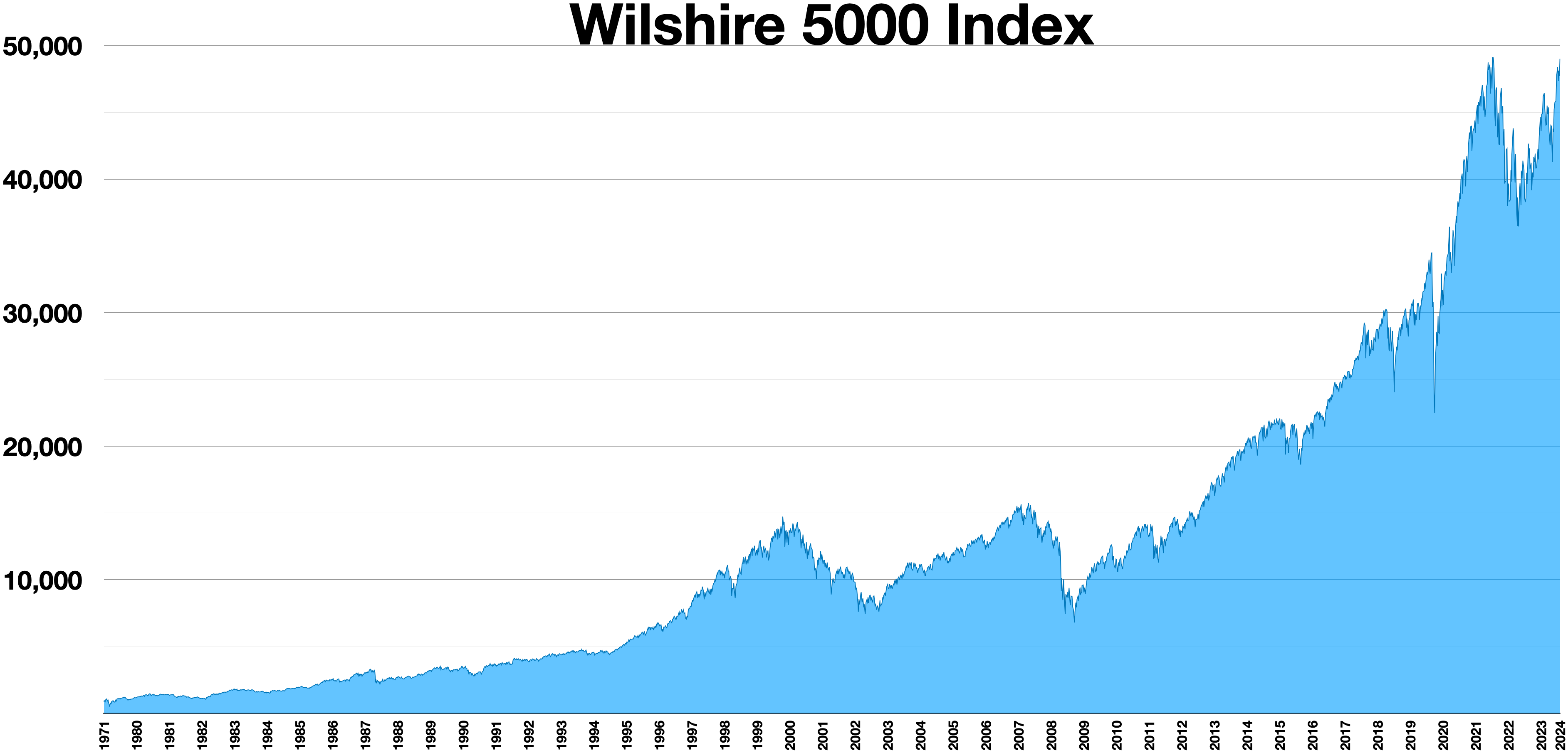
شاخص ویلشایر ۵۰۰۰ از ۱۹۷۱ تا ۲۰۲۴

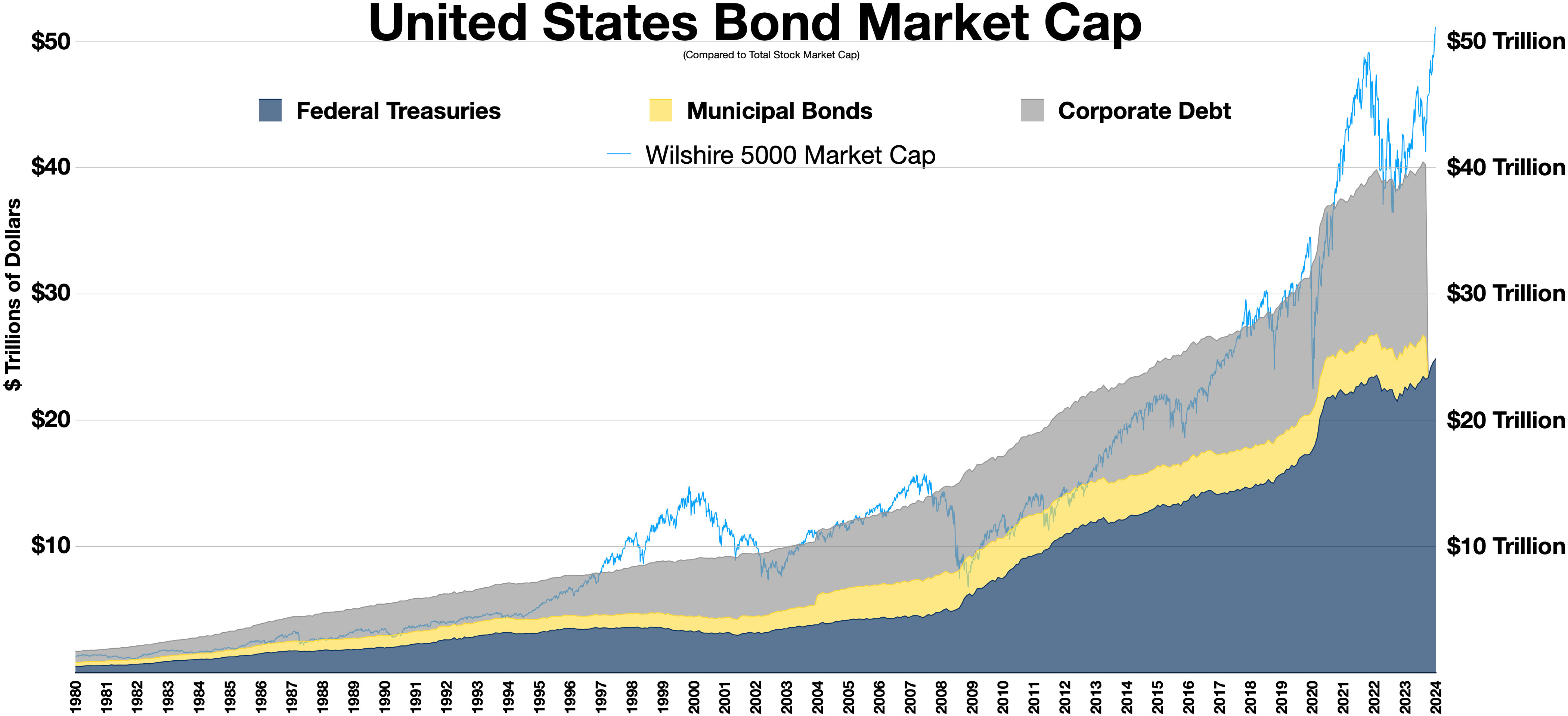
مقایسه بازار اوراق قرضه ایالات متحده با ارزش بازا کل سهام (ویلشایر ۵۰۰۰). اوراق قرضه با پشتوانه رهنی نشان داده نشده است..
ویلشایر ۵۰۰۰

شاخص کل بازار ویلشایر ۵۰۰۰ یا به اختصار ویلشایر ۵۰۰۰ (انگلیسی: Wilshire 5000)، یک شاخص وزنی ارزش بازار برای نشان دادن ارزش بازار سهام تمامی شرکت‌هایی است که در بازار ایالات متحده معامله می‌شوند. تا ۳۱ دسامبر ۲۰۲۳، این شاخص ۳٬۴۰۳ شامل ۳٬۴۰۳ شرکت بوده است. این شاخص برای اندازه‌گیری عملکرد آن دسته از شرکت‌های سهامی عام در نظر گرفته شده است که دفتر مرکزی آن‌ها در ایالات متحده آمریکا قرار داشته و داده‌های قیمتی آن‌ها در دسترس است. (تابلوی اعلانات سهام فرابورس/ سهام کم‌ارزش معروف به پنی استاک و سهام شرکت‌های بسیار کوچک از این شاخص مستثنی هستند. بدین ترتیب، این شاخص شامل اکثریت سهام عادی و شرکت‌های سرمایه‌گذاری املاک و مستغلات است که سهام آن‌ها در بورس نیویورک، نزدک یا بازار سهام ان‌وای‌اس‌ئی امریکن داد و ستد می‌شود. شرکت‌های مختلط و رسیدهای سپرده آمریکایی در شاخص ویلشایر ۵۰۰۰ محاسبه نمی‌شوند. نماد این شاخص FTW5000^ است.

## رکوردهای بالاترین مقدار شاخص
| نوع                                  | تاریخ                  | مقدار     |
| ------------------------------------ | ---------------------- | --------- |
| بالاترین مقدار در زمان بسته‌شدن بازار | پنج‌شنبه، ۱۶ ژوئیه ۲۰۲۴ | ۵۶٬۸۰۰٫۸۱ |
| بالاترین مقدار در میان بازار         | پنج‌شنبه، ۱۶ ژوئیه ۲۰۲۴ | ۵۶٬۸۲۵٫۱۸ |

## نسخه‌های شاخص
- بازده کل تمام سرمایه‌گذاری
- قیمت کل سرمایه‌گذاری
- بازده کل تعدیل‌شده سهام شناور آزاد
- قیمت تعدیل‌شده سهام شناور
- هم‌وزن[۲][۳]

تفاوت بین نسخه‌های بازده کل و قیمت در شاخص در این است که در نسخه‌های بازده کل، سرمایه‌گذاری دوباره سود سهام نیز محاسبه می‌شود. تفاوت بین نسخه‌های تمام سرمایه‌گذاری، با تعدیل‌شده سهام شناور و هم وزن در نحوه وزن‌دهی اجزای شاخص است. شاخص کل سرمایه‌گذاری از کل مقدار سهام موجود برای هر شرکت استفاده می‌کند. شاخص تعدیل‌شده سهام شناور، بر پایه سهام شناور آزاد هر شرکت تعدیل شده است. شاخص هم‌وزن به هر یک از اوراق بهادار تأثیرگذار در شاخص، وزن یکسانی را اختصاص می‌دهد.